# Horst Orbanowski
Horst „Opa“ Orbanowski (* 7. Juli 1908 in Düsseldorf; † 1. Juni 1981 in Byram, Connecticut, USA) war ein deutscher Eishockey-, Feldhockey- und Tennisspieler und zeitweise als Eishockeyfunktionär tätig. Er nahm später die amerikanische Staatsbürgerschaft an und wanderte in die Vereinigten Staaten aus. Der Deutsche Eissport-Verband verlieh ihm die Ehrenmitgliedschaft und er wurde als Mitglied in die Hall of Fame des deutschen Eishockeymuseums aufgenommen.

## Karriere als Eishockeyspieler

### Bis ca. 1930
Horst Orbanowski spielte von 1925 bis 1930 als Stürmer für den Berliner SC, wo er als Stürmer spielte und mit dem er Deutscher Meister 1926 wurde.
International spielte er für die deutsche Eishockeynationalmannschaft bei der Eishockey-Europameisterschaft 1926 und in der Mannschaft von 1927, die den 3. Platz erreichte.

### Ca. 1930 bis Herbst 1932
Danach studierte er in den USA am MIT, wo er auch für die dortige Eishockeymannschaft von 1930 bis 1932 spielte.
International war er bei den Olympischen Winterspielen 1932 als Spieler für die deutsche Nationalmannschaft vorgesehen.

### Herbst 1932 bis (sicher) 1942
Im Herbst 1932 kehrte er nach Deutschland zum Berliner SC zurück, wo er jetzt als Verteidiger spielte. Noch im Januar 1933 soll er noch als Ausländer gegolten haben und sollte daher bei der Meisterschafts-Endrunde nicht spielberechtigt gewesen sein. 1936 wechselte er zur Düsseldorfer EG (DEG), wo er (sicher) bis 1942 spielte.
International spielte er für die deutsche Eishockeynationalmannschaft bei den Eishockey-Weltmeisterschaften von 1933 bis 1937, wo er mit der Mannschaft von 1934 den 3. Platz erreichte.

### 1946 bis 1950er
Nach dem Zweiten Weltkrieg spielte er bereits 1946 erst wieder bei der Düsseldorfer EG. Danach wechselte er zum Kölner EK, bevor er zurück zur DEG wechselte.

## Weitere ausgeübte Sportarten
Neben der Sportart Eishockey war er auch im Feldhockey von 1936 bis 1953 beim Düsseldorfer HC und im Tennis (ab 1949) ebenfalls beim Düsseldorfer HC aktiv.

## Eishockeyfunktionärstätigkeit
1946 übernahm er die Funktion als Vorsitzender des Eissportverband Nordrhein-Westfalen, bei dessen Wiedergründung.